# Liste der Bourbaki-Seminare 2020 bis 2029
Die Liste der Bourbaki-Seminare 2020 bis 2029 enthält die Vorträge im Séminaire Nicolas Bourbaki von 2020 bis 2029.
Es gibt in den Jahrgangsbänden für den angegebenen Zeitraum Überschneidungen zu der vorherigen und nachfolgenden Liste.

## 2020
- 1170 Javier Fresán: Théorie de Hodge et o-minimalité d'après Bakker, Brunebarbe, Klingler et Tsimerman
- 1171 Pierre-Antoine Guihéneuf: Théorie de forçage des homéomorphismes de surfaces d'après Le Calvez et Tal
- 1172 Maxime Ingremeau: Volumes des ensembles nodaux de fonctions propres du laplacien d’après Logunov et Malinnikova
- 1173 Nicolas Tholozan: Phénomènes de type Ratner dans les variétés hyperboliques de volume infini d’après McMullen, Mohammadi, Oh, Benoist,…
- 1174 Thomas Bloom: Quantitative inverse theory of Gowers uniformity norms, after F. Manners
- 1175 Sylvain Maillot: Flot de Ricci et difféomorphismes de variétés de dimension 3, d'après R. Bamler et B. Kleiner
- 1176 Ilaria Mondello:  Structure des espaces limites des variétés non effondrées à courbure de Ricci minorée, d’après J. Cheeger, W. Jiang et A. Naber

## 2021
- 1177 Nguyen-Viet Dang: Le principe d'incertitude fractal et ses applications d'après Bourgain, Dyatlov, Jin, Nonnenmacher, Zahl
- 1178 Élise Goujard: Sous-variétés totalement géodésiques des espaces de modules de Riemann d'après Eskin, McMullen, Mukamel, Wright
- 1179 François Labourie: Asymptotic counting of minimal surfaces and of surface groups in symmetric spaces according to Calegari, Marques et Neves
- 1180 François Le Maître: La propriété (T) pour les groupes polonais Roelcke-précompacts d'après Ibarlucía, s'appuyant sur des travaux de Ben Yaacov et Tsankov
- 1181 Fanny Kassel: Groupes de surfaces dans les réseaux des groupes de Lie semi-simples d’après J. Kahn, V. Marković, U. Hamenstädt, F. Labourie et S. Mozes
- 1182 Marco Maculan: Non-densité des points entiers et variations de structures de Hodge d’après B. Lawrence, W. Sawin et A. Venkatesh
- 1183 Sylvain Maillot: Flot de Ricci et difféomorphismes de variétés de dimension 3 d’après R. Bamler et B. Kleiner
- 1184 Ilaria Mondello: Structure des espaces limites des variétés non effondrées à courbure de Ricci minorée d’après J. Cheeger, W. Jiang et A. Naber
- 1185 Menny Aka: Joinings classification and applications after Einsiedler and Lindenstrauss
- 1186 Sylvy Anscombe: Shelah's Conjecture and Johnson's Theorem
- 1187 Uli Wagner: High-Dimensional Expanders after Gromov, Kaufman, Kazhdan, Lubotzky, and others

## 2022
- 1188 Alexandros Eskenazis: Average distortion embeddings, nonlinear spectral gaps, and a metric John theorem after Assaf Naor
- 1189 Ursula Hamenstädt: Local marked length spectrum rigidity after Colin Guillarmou and Thibault Lefeuvre
- 1190 Philippe Michel: Recent progress on the subconvexity problem
- 1191 Galina Perelman: Finite time blow up for the compressible fluids and for the energy supercritical defocusing nonlinear Schrödinger equation after Frank Merle, Pierre Raphaël, Igor Rodnianski and Jérémie Szeftel
- 1192 Guillaume Aubrun: Vers la conjecture de Kannan–Lovász–Simonovits, d'après Yuansi Chen
- 1193 Emmanuel Kowalski: Polynômes irréductibles jumeaux et autres problèmes additifs binaires pour les polynômes sur les corps finis, d'après W. Sawin et M. Shusterman
- 1194 Yves Meyer: Mesures cristallines et applications, d'après Pavel Kurasov, Alexander Olevskii, Peter Sarnak et Maryna Viazovska
- 1195 Thomas Haettel: La conjecture du {\displaystyle K(\pi ,1)} pour les groupes d'Artin affines, d'après Giovanni Paolini, Mario Salvetti
- 1196 Sarah Peluse: Recent progress on bounds for sets with no three terms in arithmetic progression, d'après Bloom, Sisask, Croot, Lev, Pach, Ellenberg, Gijswijt
- 1197 Philippe Michel: Recent progress on the subconvexity problem
- 1198 Javier Fresán: La conjecture des dénominateurs non bornés, d'après Calegari, Dimitrov et Tang
- 1199 François Golse: Validité de la théorie cinétique des gaz: au-delà de l'équation de Boltzmann, d'après T. Bodineau, I. Gallagher, L. Saint-Raymond et S. Simonella
- 1200 Benjamin Krause: Pointwise Ergodic Theory after Jean Bourgain: Examples and Entropy
- 1201 Silvain Rideau-Kikuchi: Sur un théorème de Lang--Weil tordu , d’après Ehud Hrushovski, Kadattur V. Shuddhodan et Yakov Varshavsky

## 2023
- 1202 Gabriel Dospinescu: La conjecture du facteur direct , d’après Y. André et B. Bhatt
- 1203 Mylène Maïda: Convergence forte du spectre de permutations aléatoires et graphes presque Ramanujan , d'après C. Bordenave et B. Collins
- 1204 Mikael de la Salle: Algèbres de von Neumann, produits tensoriels, corrélations quantiques et calculabilité , d'après Ji, Natarajan, Thomas Vidick, Vidick, Wright et Yuen
- 1205 Jonathan Hickman: Pointwise convergence for the Schrödinger equation, after Xiumin Du and Ruixiang Zhang
- 1206 Matteo Viale: Strong forcing axioms and the continuum problem, following Aspéro's and Schindler's proof that MM++ implies Woodin's Axiom (*)
- 1207 Clara Löh: Exponential growth rates in hyperbolic groups, after Koji Fujiwara and Zlil Sela
- 1208 Étienne Ghys: Le groupe des homéomorphismes de la sphère de dimension 2 qui respectent l’aire et l’orientation n’est pas un groupe simple, d’après D. Cristofaro-Gardiner, V. Humilière et S. Seyfaddini